# Винфрид Ньот
Винфрид Ньот (на немски: Winfried Nöth, р. 12 септември 1944 г., Геролцхофен, Бавария, ФРГ) е германски англицист, лингвист и семиотик.

## Биография
След като завършва средното си образование през 1963 г. в Брауншвайг, Винфрид Ньот следва в Мюнстер, Гент, Лисабон и Бохум (1965–1969) английска, френска и португалска филология. Получава докторска степен в Рурския университет в Бохум (1971) с дисертация, която бива отличена с наградата на университета. В Бохум се хабилитира през 1976 г. като асистент на проф. Валтер Кох, след това преподава в Бохум и Аахен, преди през 1978 г. да стане редовен професор по английско езикознание в Университета на Касел.
Като гост професор Винфрид Ньот преподава през 1985 г. в Университета на Уискънсин в Грийн Бей (САЩ) и през 1994 г. в Папския католически университет на Сао Пауло (Бразилия). От 1999 г. е директор на Научния център за културни изследвания на Университета в Касел и президент на Германското общество по семиотика (на немски: Deutsche Gesellschaft für Semiotik) .
Член е на редакционните колегии на списанията Intervalle. Schriften zur Kulturforschung (Касел) и The Public Journal of Semiotics (Торонто), както и на редакционните съвети на списанията Biosemiotics (Хайделберг), Bochumer Beitraege zur Semiotik (Бохум и Аахен), Carte semiotiche (Болоня), DeSigniS (Барселона и Буенос Айрес), etc: Empirische Text- und Kulturforschung (преди това: Zeitschrift fuer empirische Textforschung), Galaxia: Revista transdisciplinar de comunicacao. semiotica, cultura (Сао Пауло), Interdisciplinary Journal for Germanic Linguistics and Semiotic Analysis (Бъркли), Journal of Biosemiotics (Hauppauge, NY), Σημειωτικη: Sign Systems Studies (Тарту), Symbolon (Сиена), Visio (Квебек), 2K kultura i komunikacja (Вроцлав), The World Language of Key Visual: Computer Science, Humanities, Social Sciences (Бремен), Cibertextualidades (Порто).
Член е на редакционния съвет на Електронната енциклопедия на Чарлз Сандърс Пърс.

## Винфрид Ньот и България
През 2004 г. проф. Ньот участва в Международния форум „Софийски диалози“, организиран от Дома на науките за човека и обществото. Изданието на форума през 2004 г. е на тема „Около Умберто Еко: Знаци, репрезантации, интерпретации – европейската културна идентичност“.
През септември 2006 г. проф. Ньот участва в 12-а международна ранноесенна школа по семиотика (Семиотика, образ и разказ), организирана от Югоизточноевропейския център за семиотични изследвания на Нов български университет.